# Colégio Allan Kardec
O Colégio Allan Kardec, criado com o nome Liceu Sacramento em 1902, é uma instituição de ensino na cidade de Sacramento, Minas Gerais, considerada a primeira instituição de ensino com fundamentos da pedagogia espírita. Projetado e fundado pelo educador e médium mineiro Eurípedes Barsanulfo, o colégio ministrava o curso normal e o ensino da Doutrina Espírita. Forneceu uma primorosa educação gratuita para milhares de pessoas pobres e órfãs. Ainda é tido como exemplo de educação diferenciada e atualmente funciona como um museu, memorial à Eurípedes e centro espírita.

## Metodologia
Nesta época o professor Eurípedes ainda era adepto do catolicismo e utilizava técnicas de dramatização, selecionando as peças trabalhadas pelos alunos, dando preferência às que contivessem ênfase na moral. 
Eurípedes dava os papéis teatrais mais tímidos para os extrovertidos e os mais desinibidos para os alunos introvertidos. O jovem, desse modo, desenvolvia a ciência teórica e a arte prática. Ele trabalhava uma proposta parecida com a de Pestalozzi, sem nunca tê-la estudado.  Dizia que:
| “ | o professor é um artista, acima de tudo, que põe a ciência em ação, movimentando princípios e leis naturais. | ” |

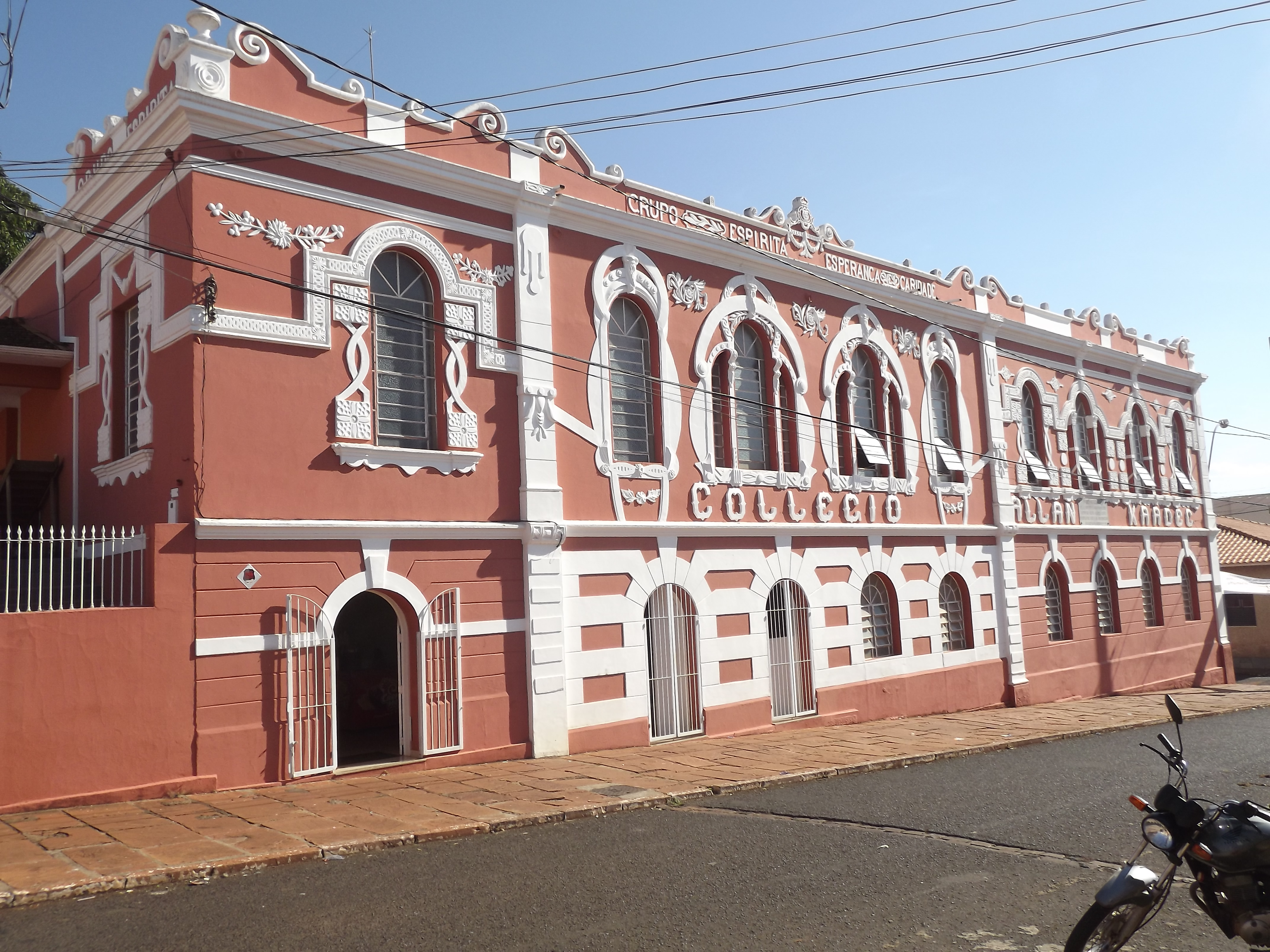

Embasado em Platão, justificava a necessidade da boa saúde corporal para um equilíbrio mental, que motivava os alunos na busca da melhoria pessoal, baseado no pensamento de Kant:
| “ | Obra da educação é apontada como o desenvolvimento do indivíduo em toda perfeição de que é suscetível. | ” |

## Fundação do Colégio Allan Kardec
Após três anos de trabalho educacional no Liceu Sacramentano, narra-se que Barsanulfo se tornou espiritista depois de ler o livro Depois da Morte, de Léon Denis, juntamente com seu tio Mariano da Cunha Júnior. Ao tornar-se espírita a demanda de alunos no Liceu caiu e, afirmando ter recebido ordens expressas de Maria (mãe de Jesus), Eurípedes Barsanulfo começou a lecionar astronomia e o evangelho de Jesus. O fato se dera exatamente a 31 de janeiro de 1907.
Começa em Sacramento um ostensivo desenrolar educacional:
Os ex-alunos do Liceu reintegraram-se ao novo educandário e mais de duas centenas de outros estudantes se matricularam no colégio. Tamanha demanda de educandos era avantajada para a época, tendo em vista a reduzida densidade demográfica local.
No inicio, o Colégio Allan Kardec funcionava na própria residência de Eurípides, conforme relata Corina Novelino. A casa tornara-se pequena para comportar todos os alunos, e por isso Eurípedes providenciou a derrubada de algumas paredes, formando assim um salão mais amplo, restando apenas mais dois cômodos: a cozinha e uma saleta.

## Ensinando o trabalho fraterno aos alunos
Nestes meados recebia-se com atenção os necessitados de amparo espiritual.

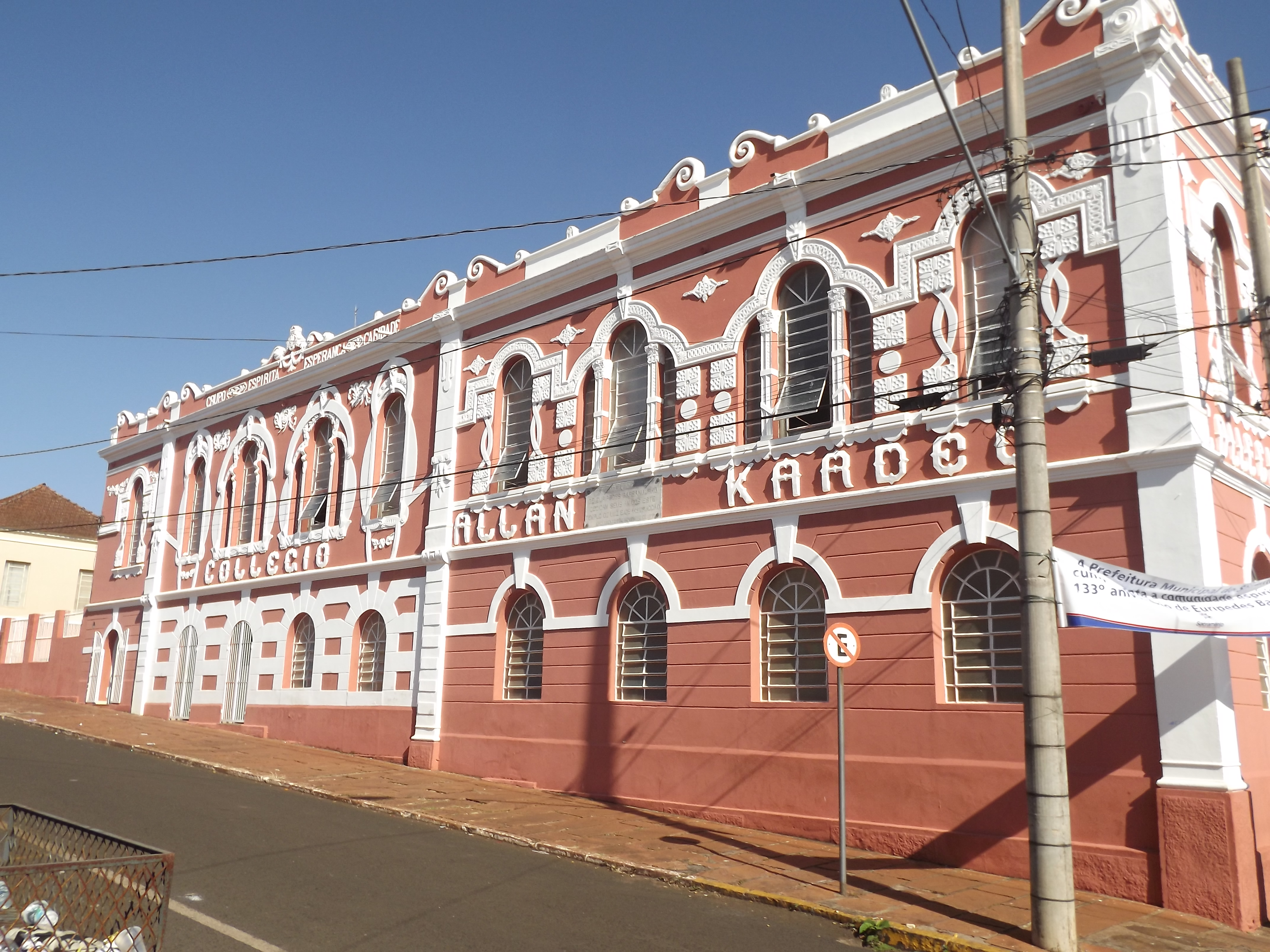

Os educandos auxiliavam na vigilância dos enfermos. Alternavam-se os discípulos no exercício de enfermeiros improvisados, de tal forma que se habituaram à tarefa. Os pacientes descontrolados eram mantidos na cozinha durante os trabalhos de assistência.
Os doentes melhorados passavam a conviver com os alunos do Colégio, seja no recreio ou nas salas de aula durante as atividades. Além de astronomia e orientação evangélica, Barsanulfo ministrava também: português, matemática, geometria, aritmética, trigonometria, ciências naturais, botânica, zoologia, geologia e paleontologia, francês, inglês, castelhano, latim, química, história natural, história do Brasil e do mundo, filosofia, física e literatura.
Conta-se que nos finais dos anos letivos não havia avaliação escrita. O conhecimento era testado em gincanas, as quais mobilizavam pessoas do Estado de São Paulo, Mato Grosso e Minas Gerais, que se reuniam para o festival de conhecimentos. 

## Alunos notáveis
Carolina Maria de Jesus (inconcluso)
Tomás Novelino